# نئس
نئس (به اسپانیایی: Noez) یک شهرستان در اسپانیا است که در استان تولدو واقع شده‌است.

## خصوصیات
نئس ۳۴ کیلومترمربع مساحت و ۸۰۶ نفر جمعیت دارد و ۷۶۳ متر بالاتر از سطح دریا واقع شده‌است.